# Flicka
Flicka (prt/bra: Flicka) é um filme americano de 2006, dos gêneros aventura e drama, dirigido por Michael Mayer, com roteiro de Mark Rosenthal e Lawrence Konner baseado no romance My Friend Flicka, de Mary O'Hara.

## Sinopse
Contrariando a vontade do pai, que deseja vê-la concluindo os estudos, a jovem Katy prefere trabalhar no haras da família. Para provar sua disposição, Katy se predispõe a domesticar uma égua selvagem encontrada nas montanhas, até que sobrevém uma tragédia cuja superação dependerá da união e do amor da família.

## Elenco
- Alison Lohman  - Katy McLaughlin
- Tim McGraw  - Rob McLaughlin
- Maria Bello  - Nell McLaughlin
- Ryan Kwanten  - Howard McLaughlin
- Danny Pino  - Jack
- Dallas Roberts  - Gus
- Kaylee DeFer  - Miranda Koop
- Jeffrey Nordling  - Rick Koop
- Dey Young  - Esther Koop
- Nick Searcy  - Norbert Rye
- Buck Taylor  - Wagner

## Recepção
O Metacritic, que usa uma média ponderada, atribuiu ao filme uma pontuação de 57 em 100, baseado em 21 críticos, indicando críticas "mistas ou médias".